# Emmanuel Ma Mung
Emmanuel Ma Mung est un géographe français, directeur de recherche au CNRS. Spécialiste des  migrations internationales il s’intéresse plus précisément à leurs caractéristiques spatiales, sociales, et économiques.

## Biographie
Ma Mung est né le 18 janvier 1951 à Paris. Il entreprend des études de géographie et d'histoire à l’Université Paris VIII. Il obtient une thèse de 3e cycle de géographie (1980) ainsi qu'une licence d’histoire (1975). Il soutient une habilitation à diriger des recherches à l’Université de Poitiers (1999). Il dirige aujourd'hui le Laboratoire Migrinter , Poitiers.

## Thème de recherche
Emmanuel  Ma Mung a pour principaux thèmes de recherche : l’autonomie sociale chez les migrants qu’il étudie au travers des populations maghrébines et chinoises. Il s’intéresse aussi à entrepreneuriat, à l’économie ethnique, aux diasporas et aux circulations migratoires.

## Portée de l’œuvre
Emmanuel Ma Mung est l'un des rares géographes à s'être penchés sur la question de la diaspora chinoise et à avoir publié sur le sujet,.
Dans La diaspora chinoise, géographie d’une migration, l'auteur fait une étude d'ensemble, historique et géographique de ce sujet. Il apporte une vision multi-scalaire des migrations chinoises à échelle mondiale, européenne, nationale mais aussi locale avec l'exemple de la mise en scène des commerces chinois dans la région parisienne. Il  démontre que la dynamique économique de ces mobilités repose sur des réseaux et filières fortes en Europe. Les activités entrepreneuriales des populations chinoises immigrées ont un fort aspect identitaire. La mise en place de réseaux transnationaux à caractère ethnique serait donc une ressource pour les individus.

### Étude de "La diaspora chinoise"

#### Aspects historiques et géographiques
Dès le début de son livre Emmanuel Ma Mung, rappelle la dimension  historique de la migration chinoise datant de plusieurs siècles voire plusieurs millénaires. Cette migration avait un caractère marchand limité aux territoires de l’Asie du Sud-Est (actuelle Malaisie, île de Sumatra, Philippines …). Au XIXe siècle la migration chinoise s’explique par le facteur travail. En effet les pays occidentaux sont en quête de main d’œuvre bon marché depuis l’abolition progressive de l’esclavage. L’Asie va constituer un « réservoir »  de travailleurs pour les pays colonisateurs tels que la France ou la Hollande (Indochine, Indonésie ou Singapour) qui n’hésitent pas à embaucher les Chinois comme nouvelle main d’œuvre dans leurs nouveaux territoires dans le secteur agricole (C’est le  Coolie  Trade).
Après la Première Guerre mondiale il y a eu une transformation de la migration qui de temporaire (travail vers un retour) et devenue définitive (installation). Après la Seconde Guerre mondiale, on voit apparaître des politiques restrictives d’immigration notamment aux États-Unis qui limitent l’immigration chinoise sur leur territoire. Les politiques restrictives sur l’immigration se multiplient dans les années 1970 avec la crise économique cependant cela n’empêche pas les migrations de se faire de façon légale (regroupement familial) ou illégale. Entre 1975 et 1990, le conflit indochinois a contribué à la dispersion de nombreux Chinois en direction des États-Unis ou de l'Europe, ce qui a renforcé la diaspora chinoise dans le monde.
Actuellement la migration chinoise n’est plus structurée par le recrutement de main d’œuvre mais elle est plutôt organisée grâce à des filières anciennes et des réseaux entrepreneuriaux.
Ma Mung présente ensuite les différentes catégories de migrants Chinois en s’appuyant sur les études de Wang Gungwu (1991). Il détaille ensuite les principales régions de départ avec l’exemple la région du Fujian située sur le littoral chinois qui constitue un des pôles d’émigration importants du pays. Il ajoute une nouvelle catégorie de migrants hautement qualifiés (étudiants, cadres, scientifiques …)
L’auteur explique que la politique chinoise vis-à-vis des Chinois d’outre mer est très favorable car ils constituent un potentiel de développement pour leur pays d’origine (envoie d’argent, investissement …) . L’éTat s’adapte donc à l’environnement économique connu par les Chinois de la diaspora dans leur pays d’installation.
Ma Mung démontre que les migrations chinoises sont structurées autour d'activités économiques à caractère identitaire fortement marqué. Cette dynamique se traduit par une implantation spatiale très précise : les quartiers, qu'il étudie notamment dans le bassin parisien.
L'auteur apporte aussi une explication sur les liens généalogiques et historiques qui constituent par la suite une véritable identité pour les immigrés. Ils se reconstituent une culture commune dans leurs pays d'accueils, semblable à celle de leur pays d'origine.
La diaspora constitue une véritable ressource pour les migrants chinois.

#### Organisation culturelle de la migration en diaspora
Ma Mung insiste sur la capacité de la diaspora à se créer un "monde-propre" qui lui est propre posant la question des origines et de s'organiser dans l'espace-temps.
Dans l'article Continuité temporelle, contiguïté spatiale et création d'un monde-propre, L'espace géographique, p. 352-368, l'auteur revient sur la question fondamentale des origines fondatrices des diasporas. Pour exister la diaspora doit avoir une mémoire de l'origine de sa naissance. La création de l'imaginaire de l'origine est primordiale. On s'aperçoit qu'il y a un maintien des traditions (alimentation, décoration, fêtes) dans les foyers des individus de la diaspora dans le but d'être rattachés à une identité ethnique.
L'auteur prend l'exemple très approprié des quartiers chinois ou "Chinatowns" ou Chines ultramarines, qui sont des exemples très concrets de ce phénomène de la diaspora, où l'on a une concentration résidentielle et commerciale marquée par la culture chinoise voire asiatique. Ces quartiers sont les symboles de la reproduction d'un monde  propre à la diaspora chinoise. L'entrée de ces quartiers est mise en avant : grandes arches, portes, comme si la diaspora ne se limitait pas à l'individu seul, mais à son cercle culturel entier. Les "Chinatowns" entretiennent des liens économiques et commerciaux très forts avec le pays d'origine, se fournissant en biens et denrées diverses et spécifiques. Ma Mung ajoute que ces quartiers ne sont pas simplement destinés à la diaspora chinoise, mais aussi aux touristes trouvant dans ces lieux un véritable dépaysement grâce aux différents commerces ou restaurants asiatiques. Ce facteur est très important puisque le tourisme est la principale source de revenus des petits commerçants et restaurateurs. Enfin Ma Mung insiste sur l'idée que les quartiers chinois constituent pour les migrants une véritable bulle ou sas d'entrée dans le pays d'accueil. Cette Chine de "substitution" permet de garder une attache affective afin de ne pas subir le choc culturel que constitue l'arrivée dans un nouveau pays.
Ma Mung dans sa conclusion ouvre le débat en plaçant les technologies de communication au centre des nouveaux enjeux de la diaspora chinoise qui compte entre 35 et 40 millions de personnes en 2009. Ces technologies joueraient un rôle de réducteur d'espace (vers une proximité), et participeraient à l'organisation  et au développement des diasporas du monde.

## Œuvres et publications

### Livres et revues
- Avec Guillon M. & Legoux L.(Ed., 2003), L'asile politique entre deux chaises, L'Harmattan, Paris, 360 p.
- (2000), La diaspora chinoise, géographie d’une migration, Éditions Ophrys, Paris, 175 p.
- (1999), Autonomie, migrations et altérité, Poitiers: Université de Poitiers, habilitation à diriger des recherches en géographie, 3 vol, 448 p
- (Ed., 1996), Mobilités et investissements des émigrés (Maroc, Tunisie, Turquie, Sénégal), L'Harmattan, Paris, 272 p.
- Avec Body-Gendrot S. (1992), 'Entrepreneurs entre deux mondes', numéro spécial de la Revue Européenne des Migrations Internationales, vol 8, n°1
- (1992), 'La diaspora chinoise en occident', numéro spécial de la Revue Européenne des Migrations Internationales, vol 8, no 3.
- Avec Simon G. (1990), Commerçants maghrébins et asiatiques en France. Paris : Masson, coll. Recherches en Géographie, 138 p.

### Articles
- (2012), 'Continuité temporelle, contiguïté spatiale et création d'un monde-propre', L'espace géographique, p. 352-368
- (2009b), 'Le prolétaire, le commerçant et la diaspora', Revue européenne des migrations internationales, vol.25, 1, p. 97-118
- (2009a), 'Le point de vue de l'autonomie dans l'étude des migrations internationales'. In Dureau F., Hily M.A. (dir.), Les mondes de la mobilités, exploration d'un paradigme, Rennes: Presse de l'université de Rennes, coll. "Essaie", p. 25-38
- (2008), 'Chinese migrations ans china's foreign policy in Africa', Journal of Chinese Overseas, vol.4, 1, p. 91-109
- Avec M. Guillon (2006), 'Éditorial', Revue européenne des migrations internationales, vol.22, 2,
- (2006), 'Négociations identitaires marchandes', Revue européenne des migrations internationales, vol.22, 2
- (1994), 'Non-lieu et utopie: la diaspora chinoise et le territoire', L'Espace géographique, t.23, 2, p. 106-114
- (1992), 'Dispositif économique et ressources spatiales: éléments d'une économie de diaspora', Revue européenne des migrations internationales, vol.8, 3, p. 175-193

### Audio
- (avec Olivier Clochard, Laurent Faret, Geneviève Cortès (2009),'Les mobilités migratoires', France culture, 25.11.2009 - 14:00, http://www.franceculture.fr/emission-planete-terre%E2%94%8209-10-les-mobilites-migratoires-2009-11-25

## Sources
- Joy Raynaud (2011a), 'Nouveaux territoires et nouvelles identités culturelles : revue des études sur la diaspora chinoise à l’ère d’Internet', 'Netcom, Vol. 25, n° 1-2, p. 47-62.
- Joy Raynaud (2011b), 'Les TIC sont-ils les nouveaux territoires de la diaspora chinoise ?',Netcom,vol. 25 (2011), n° 1-2, p. 63-82, http://www.netcom-journal.com/volumes/articlesV251/Netcom63-82.pdf.
- Eric Guerassimoff et Carine Pina-Guerassimoff (2003), 'Emmanuel Ma Mung, La Diaspora chinoise, géographie d’une migration', Perspectives chinoises, http://perspectiveschinoises.revues.org/195, sept.- oct.